# كريستيان ستين
كريستيان ستين (بالنرويجية البوكمول: Christian Steen)‏ هو لاعب كرة قدم نرويجي في مركز الدفاع، ولد في 2 يوليو 1977 في تروندهايم في النرويج. شارك مع منتخب النرويج تحت 21 سنة لكرة القدم. أما مع النوادي، فقد لعب مع ترومسو إيدريتسلاغ ونادي أوليسوند ونادي بودو/غليمت ونادي روسنبورغ ونادي مولده.

## وصلات خارجية
- كريستيان ستين على موقع اتحاد النرويج (النرويجية)
- كريستيان ستين على موقع قاعدة بيانات كرة القدم.إي يو (الإنجليزية)
- كريستيان ستين على موقع Soccerway.com (الإنجليزية)